# Mục thiên tử truyện
Mục thiên tử truyện (chữ Hán: 穆天子傳) còn gọi là Chu vương du hành (周王遊行), không rõ tác giả, đoán rằng sách được hoàn thành vào thời Chiến Quốc, ghi chép về chuyến du hành sang phía Tây Trung Quốc của Chu Mục vương. Tác phẩm này xuất hiện vào thời Tây Tấn, trải qua sự chỉnh lý của người đương thời chia làm năm quyển, thêm một quyển về sau là Chu Mục vương mỹ nhân Thịnh Cơ tử sự (周穆王美人盛姬死事) cộng tất cả là sáu quyển. Mục thiên tử truyện là tác phẩm duy nhất được lưu truyền đến nay trong Cấp trủng thư.
Năm Thái Khang thứ hai thời Tây Tấn (năm 281) Bất Chuẩn người huyện Cấp đào trộm ngôi mộ cổ của vua nước Ngụy thời Chiến Quốc (có thể là mộ của Ngụy Tương vương hoặc Ngụy An Ly vương), lấy được khá nhiều thẻ tre sách cổ chữ Tiểu Triện, hơn 10 vạn chữ, giấu kín trong nhà. Tấn Vũ Đế Tư Mã Viêm biết được đã cử mấy học giả tài giỏi là Tuân Úc, Vệ Hằng, Thúc Triết đến đó lấy về chỉnh lý, viết thành sách Cấp trủng thư gồm 75 thiên. Năm quyển đầu của Mục thiên tử truyện chép việc Chu Mục vương ngồi cỗ xe tám ngựa tốt gồm Xích Ký, Đạo Ly, Bạch Nghĩa, Du Luân, Sơn Tử, Cừ Hoàng, Hoa Lưu, Lục Nhĩ đi về phương Tây, có Tạo Phụ đánh xe, Bách Thiên mở đường, tiến hành viễn du lần thứ nhất kéo dài từ 13 đến 17 năm qua núi Côn Luân, vượt sông Chương Thủy, hành trình trên vạn dặm, ngắm nhìn bốn vùng hoang vu, phía bắc qua Lưu Sa, tới gặp Tây Vương Mẫu, lại còn giong ruổi các nơi như núi Âm Sơn, cao nguyên Mông Cổ, lòng chảo Tarim, dãy núi Pamir, quyển sau ghi việc nàng Thịnh Cơ mất dọc đường cho đến khi đưa về chôn cất gọi là Chu Mục vương mỹ nhân Thịnh Cơ tử sự.
Mục thiên tử truyện khác với thể loại truyện ký lịch sử của Tả truyện là viết theo ngày tháng, tuy mang tiếng là truyện, thực ra thuộc thể loại biên niên, lấy hoạt động của Chu Mục vương viết thành văn thực lục làm trung tâm. Tùy thư – Kinh tịch chí xếp vào "Khởi cư chú loại". Hồ Ứng Lân thời Minh đã nhận xét rằng sách này nhuốm đầy màu sắc thần thoại nên nội dung phần lớn "tràn ngập lời lẽ tiểu thuyết". Diêu Tế Hằng nghi ngờ Mục thiên tử truyện là sách giả. Học giả nước Pháp Édouard Chavannes thậm chí còn cho rằng Mục thiên tử không phải là Chu Mục vương mà là ám chỉ Tần Mục công. Chức quan trứ tác tá lang thời Tây Tấn là Quách Phác có làm bản chú thích cho sách Mục thiên tử truyện, Thời Thanh có Mục thiên tử truyện chú sơ của Đàn Tụy, các học giả về sau đều lần lượt có bản chú thích khác như Mục thiên tử truyện địa lý khảo chứng của Đinh Khiêm, Mục thiên tử truyện tây chinh giảng sơ của Cố Thực. Thời nay có Mục thiên tử truyện hối giáo tập thích của Vương Di Lương và Trần Kiến Mẫn.
Dựa theo khảo chứng của nhà sử học Dương Khoan, Mục thiên tử truyện bắt nguồn từ truyền thuyết của dân tộc thiểu số phía Tây Hà Tông Thị, sau bị sử quan nước Ngụy chỉnh lý thành sách, nội dung của nó trộn lẫn lịch sử với thần thoại, theo nghiên cứu ghi chép từ kim văn đồ đồng thời Tây Chu đã chứng minh phần nhiều nội dung trong sách đều có thể kiểm chứng về mặt lịch sử, có giá trị sử liệu nhất định.